# Platystomum diminuens
Platystomum diminuens är en svampart som först beskrevs av Christiaan Hendrik Persoon, och fick sitt nu gällande namn av Sacc. & D. Sacc. 1905. Platystomum diminuens ingår i släktet Platystomum och familjen Lophiostomataceae.   Inga underarter finns listade i Catalogue of Life.